# Bugtitherium
Bugtitherium — вимерлий рід антракотерій, знайдений у відкладах пізнього олігоцену (хатського періоду) на пагорбах Бугті в Белуджистані, Пакистан.
Зуби різців, які Пілігрим (1908) відніс до Bugtitherium, були визнані належними до гігантських парацератеріїдів Paraceratherium.